# 7 Eccles Street
7 Eccles Street era una casa adosada en Dublín, Irlanda. Fue el hogar de Leopold Bloom, protagonista de la novela Ulises (1922) de James Joyce. Fue demolida en 1967, y el sitio ahora está ocupado por el Hospital Privado Mater.

## Historia
En 1769, Isaac Ambrose Eccles arrendó una parcela de tierra en el lado norte de Eccles Street a Daniel Goodwin, carpintero. Este se convirtió en el sitio de los números 6 a 8 de Eccles Street. John Darley, cantero, arrendó el terreno contiguo, el sitio de los números 1 a 5. Los dos hombres parecen haber colaborado en la construcción de una hilera de casas, cada una 6 m de ancho, con tres plantas sobre sótano. Margaret Reed adquirió la propiedad en 7 Eccles Street de Goodwin el 29 de abril de 1771, junto con los números 6 y 8 (todas las instalaciones miden 18 m frente a Eccles Street con 60 m en la parte trasera).
Desde mediados del siglo XIX, los residentes más ricos de Dublín comenzaron a mudarse más lejos del centro de la ciudad y las casas de la zona a menudo tenían ocupación múltiple. Antes de la Primera Guerra Mundial (1914-18), la calle todavía formaba parte de un barrio de clase media tranquilo y respetable. En 1904, la casa no estaba ocupada, por lo que Joyce pudo convertirla en el hogar de Bloom. 7 Eccles Street fue designado "Viviendas" en el Thom's Directory en 1937, lo que indica un estado muy pobre. En 1958 el edificio fue ocupado por siete familias muy pobres. Flora H. Mitchell pintó 7 Eccles Street en la década de 1960. Anthony Burgess pasó tres días en febrero de 1965 con un equipo de filmación para formar parte de un programa de televisión de la BBC sobre Joyce. El edificio fue abandonado, con agujeros en el techo y ventanas en la parte trasera destruidas.
La casa en 7 Eccles Street, ahora propiedad del Colegio Dominicano, fue demolida en abril de 1967. En julio de 1975 se vendió el inmueble y otros anexos a la Sociedad de Piscinas del Hospital Mater.

## Visita de Joyce
Joyce vio por primera vez la hilera de casas de ladrillo de tres pisos cuando visitó a su amigo John Francis Byrne en 7 Eccles Street en 1909. Byrne era amigo de Joyce desde la universidad, periodista y numerólogo aficionado. Joyce lo visitó un día de 1909 en un estado muy emotivo por un rumor sobre las infidelidades de Nora Barnacle. Byrne pudo calmarlo y se quedó a cenar y luego a pasar la noche. Byrne vivió en 7 Eccles Street durante dos años y luego emigró a los Estados Unidos.

## Novela
La novela describe un día en la vida de Leopold Bloom, el 16 de junio de 1904. Bloom es un vendedor de publicidad. Prepara té y tostadas para su esposa, Molly, y luego sale de casa para conseguir un riñón para su propio desayuno. Deja la puerta entreabierta, porque se ha dejado la llave del cerrojo en el pantalón en el "armario chirriante" y no quiere molestar a su mujer. La novela continúa, describiendo un día en la vida de un Ulises moderno, un hombre de familia cuya esposa le está siendo infiel. Cuando se retira a la cama en el 7 de Eccles Street esa noche, tiene que quitar las migas de carne en conserva de las sábanas, presumiblemente dejadas allí por Molly y su amante.

## La puerta
Antes de que la casa fuera demolida por completo, John Ryan, un artista y escritor de Dublín que había organizado el primer Bloomsday en 1954, logró rescatar la puerta de entrada y el ladrillo que la rodeaba. Lo instaló en su pub, el Bailey, punto de encuentro de los escritores de Dublín. En 1995, la puerta se trasladó al Centro James Joyce en North Great George's Street. La aldaba de la puerta había sido retirada por un visitante de Nueva York justo antes de que la casa fuera demolida. En junio de 2013 regresó a Dublín a expensas del Centro James Joyce y restauró la aldaba de la puerta.